# Matthias Kessler
Pour les articles homonymes, voir Kessler.
 Matthias Kessler  (né le 16 mai 1979 à Nuremberg) est un coureur cycliste allemand. Professionnel au sein de l'équipe Telekom, devenue T-Mobile, de 2000 à 2006, puis de l'équipe Astana, il a remporté quatre courses dont une étape du Tour de France 2006, et a obtenu plusieurs places d'honneur lors des classiques ardennaises.

## Biographie
Il passe professionnel en 2000 avec l'équipe Deutsche Telekom, rebaptisée T-Mobile en 2004. En 2007, il rejoint la formation kazakhe Astana. Mathias Kessler a attendu 2001 pour faire ses preuves au plus haut niveau. Il est devenu un très bon coureur notamment sur les classiques ardennaises, il a pris la troisième place de la Flèche wallonne en 2004 notamment. Il est aussi le principal coéquipier d'Andreas Klöden sur le Tour de France. En 2004, alors équipier de ce dernier et échappé dans la 10e étape Limoges - St-Flour, il chute lourdement contre un poteau au bord de la route, chute spectaculaire sans gravité, mais qui le forcera tout de même à abandonner. En 2006, il remporte la  3e étape du Tour légèrement détaché en attaquant dans le Cauberg. La veille, il s´était fait reprendre par le peloton a 50 mètres de la ligne d´arrivée. Dans la vie, il est ami avec son ancien leader Jan Ullrich et ses coéquipiers Alexandre Vinokourov et Andreas Klöden.
En avril 2007, il fait l'objet d'un contrôle antidopage positif à la testostérone, la veille de la Flèche wallonne dont il prend la quatrième place. L'annonce de ce résultat à la fin du mois de juin conduit l'équipe Astana à le suspendre provisoirement puis à le licencier après que la contre-expertise a confirmé le premier résultat. En janvier 2008, le Comité olympique suisse prononce à son encontre une suspension de deux ans à compter du 27 juillet 2007. Il est déclassé de la Flèche wallonne.
À l'issue de sa suspension, Kessler ne retrouve pas d'équipe et met un terme à sa carrière. Le 14 janvier 2010, il est victime d'une grave chute à l'entraînement, due à une collision avec un chat, et souffre d'un traumatisme crânien. Après tombé dans le coma pendant plusieurs mois, il en garde une paralysie partielle de la jambe et du bras droit.

## Palmarès

### Palmarès amateur
- 1997
  - 2e du Grand Prix Rüebliland
  - 3e du championnat d'Allemagne sur route juniors
  - 5e du championnat du monde sur route juniors
- 1999
  -  Champion d'Allemagne sur route espoirs
  - 3e du Gran Premio della Liberazione
  -  Médaillé de bronze du championnat du monde sur route espoirs

### Palmarès professionnel
| - 2001 - 2e du Tour de Hesse - 2002 - 2e du Tour du Piémont - 3e de la LuK-Cup - 6e de Liège-Bastogne-Liège - 2003 - LuK-Cup - Grand Prix Miguel Indurain - 5e de l'Amstel Gold Race - 2004 - Grand Prix Miguel Indurain - 3e de la Flèche wallonne - 6e de Liège-Bastogne-Liège - 6e de l'Amstel Gold Race - 7e de Paris-Tours | - 2006 - 3e étape du Tour de France - 2e du championnat d'Allemagne sur route - 10e de la Flèche wallonne - 2007 - 4e de l'Amstel Gold Race - 8e de Liège-Bastogne-Liège |  |

## Résultats sur les grands tours

### Tour de France
4 participations
- 2003 : 49e
- 2004 : abandon (11e étape)
- 2005 : 57e
- 2006 : 54e, vainqueur de la 3e étape

### Tour d'Italie
4 participations
- 2001 : 23e
- 2002 : 25e
- 2005 : 25e
- 2006 : 72e

### Tour d'Espagne
2 participations
- 2000 : 102e
- 2002 : 47e